# Никулино (бывшее село, Москва)
Нику́лино — бывшая деревня к западу от Москвы, позже вошедшая в её состав. Топоним сохранился в названии московского района «Тропарёво-Никулино» и Никулинской улицы
В XIX веке деревня входила в Голенищевскую волость Московского уезда. С 1929 года — в Кунцевском районе Московской области.

## История
Деревня Никулино располагалась на правом берегу речки Очаковки (ранее Тарасовке) на Боровской дороге, где от него ответвлялась дорога на Тропарёво. Название «Никулино» произошло от имени боярина Микулы Васильевича Вельяминова, принимавшего активное участие в строительстве белокаменного Кремля Дмитрия Донского. Никулино являлось присёлком Тропарёва. В конце XIX века в Никулине было 18 дворов и трактир, а в 1926 — уже 43 двора.
В 1929 году в Никулине образован колхоз «Парижская коммуна». В конце 1930-х годов к востоку от деревни Никулино на Боровском шоссе построен военный городок с тем же названием. В 1957 году к западу от Никулина по обеим сторонам Боровского шоссе возникло Востряковское кладбище, до которого из центра Москвы через Никулино стал ходить автобус № 114.
В августе 1960 года Никулино было включено в черту Москвы, сначала в Ленинский, а с 1969 года — в Гагаринский район. Сельские постройки деревни Никулино сохранялись до середины 1980-х годов, а военный городок до конца 1990-х.
В 1979 году к северу от деревни Никулино была построена Олимпийская деревня для размещения спортсменов во время Московской Олимпиады. «Проект, созданный под руководством архитектора Е. Н. Стамо, выполнялся с учётом, чтобы не только жилые дома, но и все учреждения общественного назначения микрорайона были временно использованы для обслуживания спортсменов».
Жилой район на месте деревни построен в 1981—1985 годах. Тогда же были образованы улицы Академика Анохина, Тропарёвская и Покрышкина. Здесь были построены 24 шестнадцатиэтажных жилых дома, 20 из которых образуют пять круглых дворов (№ 6, 12, 26, 30, 38 (с корпусами) по улице Академика Анохина). В 1988 году через овраг реки Очаковки проложена Никулинская улица, которая вместе с улицей Покрышкина образует единую магистраль, связывающую проспекты Вернадского и Мичуринский.